# Donji Kraji

Bosnia a principios del (alrededor de 1412): tierras de Hrvoje Vukčić, ducado de Sandalj Hranić, principado de Pavle Radenović, Banovina Usora y tierras bajo la autoridad directa del rey de Bosnia.

Donji Kraji (en latín: Partes inferiores, en húngaro: Alföld), o también conocido como Donji Krajevi, fue una región histórica que surgió en la Edad Media como una unidad administrativa particular dentro del Banato de Bosnia. Abarcaba gran parte del territorio entre el río Vrbas al este, el río Una al oeste y el río Sava al norte. Es mencionada por primera vez en fuentes históricas en el año 1244, en una carta del rey húngaro Bela IV, junto con las regiones de Usora y Soli. Los nombres más recientes de esta región, Krajina y Bosanska Krajina, derivan precisamente del nombre medieval de Donji Kraji.
En la carta de 1244, se otorgó permiso al obispo bosnio para recaudar el diezmo en Usora, Soli y Donji Kraji. En ese momento, Bosnia estaba gobernada por el ban Matej Ninoslav, y se supone que antes de él, Donji Kraji, como una de las cuatro tierras de Bosnia, fue gobernada por el ban Kulin. Matej Ninoslav fue sucedido por el ban Prijesda I, quien se vio obligado a reconocer la autoridad suprema del rey húngaro Bela IV, quien en ese tiempo creó los banatos de Soli y Usora. En una carta de 1287, Prijezda I cedió todo el distrito de Zemljanik a su yerno, el hijo mayor del ban de Eslavonia, Stjepan Babonić. Así, a finales del siglo XIII, partes de Donji Kraji pasaron a ser propiedad de la familia Babonić.
El príncipe Hrvatin Stjepanić, antecesor de la casa de Hrvatinić, reconoció muy pronto al ban dálmata-croata Pablo I Šubić como su señor, ayudándole así a afianzarse en Bosnia. Esto le permitió expandir el poder de su familia sobre la región de Donji Kraji y obtener el título de príncipe de Donji Kraji de la tierra bosnia. Sus hijos Vukoslav, Pavle y Vukac, al igual que su padre, supieron evaluar bien la situación y reconocieron a Esteban II Kotromanić como ban de Bosnia, lo que les permitió gobernar también los distritos de Zemljanik y Vrbanja. A mediados del siglo XIV, la influencia de los Hrvatinić comenzó a declinar, y Donji Kraji dejó de ser una unidad administrativa del Banato de Bosnia. El título y la función de príncipe de la tierra de Donji Kraji fueron restaurados solo después de la coronación de Tvrtko como rey. En ese momento, Vukac Hrvatinić fue sucedido por su hijo Hrvoje Vukčić Hrvatinić.
Hrvoje se convirtió en uno de los nobles más poderosos de Bosnia. Tras la muerte del rey húngaro Luis I de Anjou, participó en conflictos dinásticos apoyando a Ladislao de Nápoles para que se proclamara rey. Por ello fue recompensado con grandes extensiones territoriales y con los títulos de duque de Split, virrey de Dalmacia y Croacia, gran ban del Banato de Vrbas y príncipe de Donji Kraji. Segismundo de Luxemburgo, otro pretendiente al trono húngaro, logró expulsar a Ladislao de Nápoles y tomar el control de toda Hungría. A partir de entonces, la influencia de Hrvoje comenzó a disminuir gradualmente, y tras entrar en conflicto con Sandalj Hranić, quien era apoyado por Segismundo, Hrvoje pidió ayuda a los turcos e invitó a los otomanos a Bosnia en el año 1415. Hrvoje murió en 1416, tras lo cual su región se desintegró rápidamente, y la mayor parte de Donji Kraji pasó a estar bajo el gobierno de su sobrino Juraj Vojsalić.
Después de la caída del Reino de Bosnia bajo dominio otomano, el rey húngaro Matías Corvino ocupó el norte de Bosnia a finales de 1464 y estableció el Banato de Jajce en el territorio de Donji Kraji, que existió hasta 1527 o 1528. Este banato abarcaba casi toda la región de Donji Kraji, excepto el distrito de Uskoplje, que estaba bajo dominio otomano. Con la caída del Banato de Jajce, la región pasó a formar parte del Sanjacado de Bosnia.

## Toponimia y geografía

Expansión del Estado bosnio medieval.

En un principio, Donji Kraji se refería a una región alrededor de Ključ en el Sana. Marko Vego deriva el nombre de la provincia romana Panonia Inferior, o más tarde Baja Eslavonia, mientras que Pavao Anđelić deduce que el nombre «también tiene cierta relación con el resto de Bosnia (alta)», donde los términos «Inferior» y «Fin» se refieren a un área fronteriza que está por debajo desde el punto de vista geográfico, y en términos de altitud y configuración del terreno, en relación con el resto de Bosnia. Jelena Mrgić rechaza por completo la existencia de «Donji Kraji Slavonije» y rechaza las discusiones etimológicas previas entre historiadores, como Klaić, Jiriček e incluso Vego, y deriva el nombre, de manera similar a Pavao Anđelić, de la geografía (altitud y topografía) y la demarcación política como un producto de origen bosnio exclusivamente local. Desde el siglo XIII, textos que se refieren a este territorio como «Donji kraji Bosne» o «Donji kraji Bosanski», o «Donji kraji bosanske zemlje». Durante el reinado de la Casa de Hrvatinić, desde principios del siglo XIII, el territorio de Donji Kraji incluía áreas y župas alrededor río Sana, Glaž, hasta la montaña Grmeč al oeste y hasta el curso medio del río Vrbas al este, cubriendo así toda la región de Sanica, y luego incluyó Uskoplje, Pliva (župa), Luka, Vrbas, Zemljanik (Resnik), Vrbanja, Tribova (Trijebovo), Mel, Lušci y Banjica, y en ocasiones Dubica y a veces incluso Usora. Vjekoslav Klaić, invocando fuentes primarias y documentos de 1244, así como Mrgić, situaron el territorio de Donji Kraji en el norte de Bosnia, al oeste de la zemlja de Usora. Esto lo confirma Konstantin Josef Jireček, quien afirmó: «El País Bajo (das Unterland) se encuentra al noroeste de Bosnia, en dirección a Croacia, abarcando Kotor en el río Vrbanja, Jajce y Ključ en el río Sana [sobre la actual ciudad de Ključ] (Kotor ander Vrbanja, Jajce, Ključ an der Sana al suroeste)». Por las escrituras cirílicas bosnias de los monumentos, se conoce que la aldea de Lušci se encontraba en Donji Kraji, pero este lugar se desconoce en la actualidad.

## Historia

### Historia temprana
En la segunda mitad del siglo XII, el Banato de Bosnia, gobernado por el ban Borić, un vasallo húngaro, quedó confinado a las regiones de Bosnia central. En 1167, el Banato de Bosnia y partes del Reino croata fueron capturadas por el Imperio bizantino, incluyendo las župas croata-húngaras de Pliva, Luka y Vrbanja, donde más tarde se desarrollaría la zemlja de Donji Kraji. Con la muerte del emperador Manuel I Comneno en 1180, los bizantinos perdieron las tierras adquiridas. El área de Donji Kraji fue otorgada al ban Kulin bosnio por el rey Bela III por su ayuda en las guerras con los bizantinos. La influencia de Kulin se limitó al centro de su banato, ya que las regiones a las que se expandió mantuvieron su independencia de facto.
La primera mención indirecta de Donji Kraji data de 1230, cuando el ban Matej Ninoslav concedió el derecho de cobro de diezmos al obispo de Bosnia. Esto se menciona en una bula (decreto) del rey Bela IV de Hungría, fechada el 20 de julio de 1244, donde se destaca que ya había sido concedido por Matej Ninoslav. Posteriormente, otros gobernantes, como el ban Prijezda, poseyeron propiedades en estas tierras. Prijezda concedió la župa de Zemljanik a su yerno, hijo mayor del ban eslavo Stjepan Babonić, en 1287. A finales del siglo XIII, la Casa de Babonić también poseía la župa de Vrbanja en Donji Kraji. Se desconoce cuándo obtuvieron esta župa.
Tras la muerte del rey Ladislao IV en 1290, estalló una guerra de sucesión entre la Casa de Árpad, apoyada por la mayoría de los nobles húngaros, y la Casa de Anjou, con el apoyo de la mayor parte de la nobleza croata. Durante la crisis sucesoria, el ban croata Pablo I Šubić expandió considerablemente sus posesiones, incluido el Banato de Bosnia en 1299, donde reemplazó a Esteban I como señor de Bosnia. La Casa local de Hrvatinić de Donji Kraji se sometió a Pablo I Šubić. El fundador epónimo del clan Hrvatinić, Hrvatin Stjepanić, que también era pariente consanguíneo de la Casa Šubić, ostentaba el título de «Knez de Donji Kraji Bosanske zemlje» (trad.: Conde de los confines inferiores del país bosnio). El título se menciona en una carta de 1299, emitida por el rey Carlos II de Nápoles de la Casa de Anjou a las casas Hrvatinić y Šubić, en la que nombraba a Hrvatin Stjepanić y a sus hermanos como propietarios feudales de Donji Kraji. Para asegurar la lealtad de Hrvatin, Pablo I Šubić emitió una carta en 1301 en la que se comprometía a proteger a Hrvatin y sus posesiones. En la carta se hacía referencia a Hrvatin como el «Knez de Donji Kraji de Bosnia» (trad.: Conde de los Extremos Inferiores de Bosnia) (de inferioribus Bosne confinibus). Pablo I Šubić nombró a su hermano, Mladen I Šubić, como ban de Bosnia en 1302. Sin embargo, Hrvatin Stjepanić y Mladen I Šubić se encontraban constantemente peleando por las propiedades de Hrvatin en Donji Kraji y otros asuntos. En 1304, Pablo I Šubić tuvo que intervenir y se puso del lado de Hrvatin, por lo que la Casa Šubić le dio garantías adicionales a Hrvatin sobre sus posesiones en Donji Kraji –en ese momento, Hrvatin poseía allí las župas de Lušci y Banjica–.

### sigloXIV

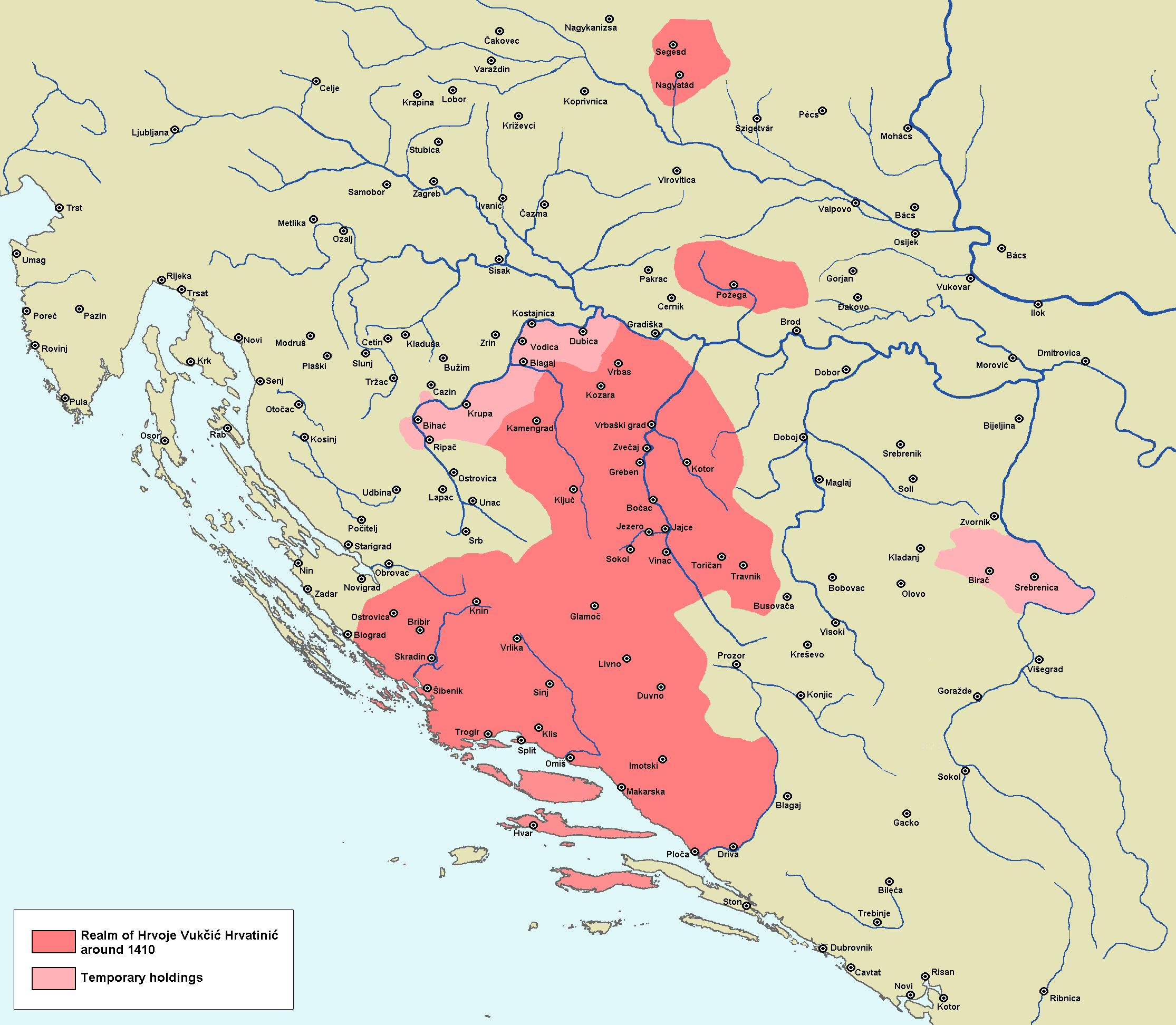
Reino de Hrvoje Vukčić Hrvatinić a principios del.

El knez Hrvatin murió algún tiempo antes de 1315, y fue sucedido por sus hijos Vukoslav, Pavle, y Vukac. Los hijos de Hrvatin se aliaron con los nobles croatas que se rebelaron contra Mladen II Šubić, quien en 1312 también sucedió a su padre Pablo I como Ban de Bosnia desde 1304. La revuelta terminó con la derrota de Mladen en la batalla de Bliska en 1322 a manos del ban de Eslavonia Juan Babonić. A partir de ese punto Juan Babonić tomó el poder como nuevo ban de Croacia, mientras que en Bosnia Esteban II Kotromanić, un antiguo vasallo de Šubić, restauró la dinastía Kotromanić como los señores del estado medieval bosnio.
Esteban II fue ban de Bosnia desde 1314, pero en realidad desde 1322 hasta 1353 junto con su hermano, Vladislav Kotromanić en 1326-1353. Desde la segunda mitad de 1322, Esteban II recuperó el control sobre Donji Kraji, y se declaró «señor de todas las tierras bosnias, Soli, Usora, Donji Kraji y Hum». Después de 1322 y antes de 1325, los Hrvatinić reconocieron la autoridad de Esteban II. Como resultado de eso, alrededor de 1326, Esteban II otorgó a Vukoslav Hrvatinić las župas de Vrbanja con la ciudad de Ključ, que hasta 1322 fue propiedad de los Babonić, y Banjica con la ciudad de Kotor. Los nobles locales de los župas de Banjica y Vrbanja se aliaron previamente con Mladen II y no querían aceptar a Esteban II como ban. Así, la carta confirmó a Vukoslav como su župas ancestral, y en los años siguientes, los Hrvatinić obtuvieron el control sobre casi todo el territorio de Donji Kraji. Durante el corto período entre la muerte del ban Esteban II y la ascensión del nuevo ban en Tvrtko I, la zemlja manejó los asuntos de manera más o menos autónoma durante algunos años, aunque nominalmente todavía era una parte del Banato de Bosnia.
En los años siguientes, el ban Esteban concedió a los hermanos Hrvatinić varias župas en Donji Kraji, pero nunca fueron señores de toda la zemlja de Donji Kraji; en cambio, como Vukoslav, que se hacía llamar «knez de Ključ», eran señores regionales que supervisaban partes de la zemlja concedida a cada uno de ellos. El tercer hijo de Hrvatin, Vukac, gobernó la župa de Vrbanje. Esta tendencia de conceder župas y ciudades a los hermanos continuó en la última carta del ban Esteban II de 1351, que confirma a Pavle y Vuk, herederos del knez Vukoslav, las propiedades heredadas. La ciudad de Ključ se atribuyó a su tercer hijo, Vlatko Vukoslavić. Además de Vukoslavić, Pavlović (hijos del knez Pavle) y Vlatko Vukoslavić también reclamaron posteriormente sus derechos sobre la župa de Banjica. A Vukac Hrvatinić se le concedió la župa de Luka por el nuevo ban bosnio Tvrtko I en una carta emitida el 11 de agosto de 1366 por su lealtad durante las batallas que libró contra el rey húngaro Luis I.

### Donji Kraji bajo Hrvoje Vukčić

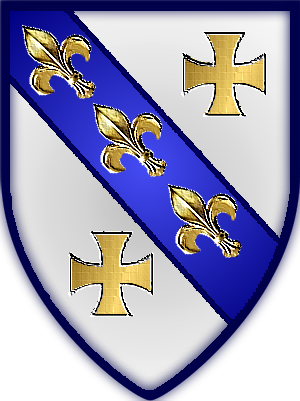
Escudo de armas de Hrvatinić

Después de que Vukac apoyara a Tvrtko I contra Hungría, ascendieron rápidamente en las filas de Bosnia, mientras que su miembro más destacado, Hrvoje Vukčić, junto con importantes nuevas posesiones en Donji Kraji y Tropoljé, recibió el título de Gran duque de Bosnia. Hrvoje era el hijo mayor del duque Vukac Hrvatinić. Estaba casado con Jelena Nelipić, nieta del poderoso noble croata Iván I Nelipac (príncipe Nelipić) y hermana de Iván III Nelipić (Ivaniš Nelipić). Se le menciona por primera vez en 1376 como knez y caballero durante el reinado del rey húngaro Luis I. Se nombró knez de Donji Kraji.
Con la ayuda de Hrvoje, el rey Ostoja ascendió al trono en 1398. El rey Segismundo irrumpió en Donji Kraji, pero fue rechazado por el ejército de Hrvoje. En 1403, Ladislao de Nápoles le otorgó el título de duque de Split, otorgándole las islas de Brač, Hvar y Korčula. Se le concedió la administración de amplios territorios en la costa adriática como su virrey en Dalmacia, y el título de Herceg de Split, gran duque de Bosnia y knez del Donji Kraji. Con ello, se convirtió en el mayor oponente de Segismundo en Bosnia.
En 1407, Segismundo lideró el ejército húngaro y atacó Donji Kraji, pero fue detenido. El punto de inflexión llegó tras la victoria de Segismundo en la batalla de Dobor (1408). Hrvoje no participó personalmente en la batalla, pero el desastre de las fuerzas bosnias lo llevó a reconciliarse con el rey húngaro. Al hacerlo, perdió todos los privilegios que recibió de Ladislao y su poder decayó. Hrvoje se unió a los otomanos y los trajo a Bosnia, lo que resultó en la batalla de Doboj (1415), donde los húngaros fueron derrotados. Murió a principios de 1416, tras lo cual sus posesiones se desintegraron rápidamente, y aunque algunas permanecieron en la familia, otras se integraron en los dominios reales. Su viuda Jelena se casó posteriormente con el rey bosnio Ostoja. El importante castillo fortificado de Jajce, construido en el siglo XIV e inicialmente sede de Hrvoje Vukčić, se había convertido en una de las capitales del Reino de Bosnia, ya que Jajce, tras la muerte de Hrvoje, ha vuelto a ser propiedad real. Era un dominio real ubicado en Donji Kraji, como Esteban Tomás lo llama «sede real», y su ciudadela tiene un portal decorado con el escudo de armas real de Kotromanić.

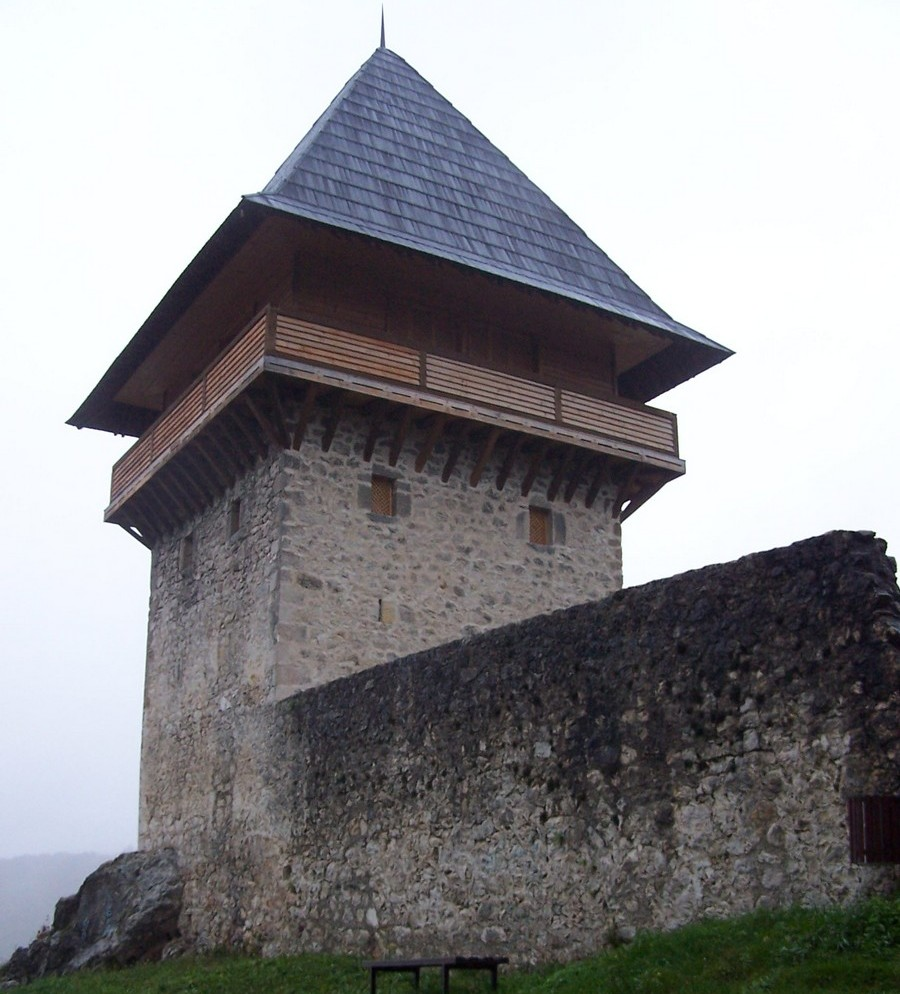
Fortaleza de Ključ, último bastión del último rey bosnio Esteban Tomašević.

### Luchas internas e incursiones otomanas
Hrvoje dejó atrás a su hijo Balša, que llevaba el título de knez de Donji Kraji, pero murió en 1416, por lo que la mayor parte de Donji Kraji pasó a su primo Juraj Vojsalić. Incluso antes de 1386, es posible ver los efectos de la influencia otomana en la Bosnia medieval, después de numerosas incursiones. Los acontecimientos durante la década de 1410 marcaron el comienzo de su compromiso activo. El Imperio otomano apoyó a la nobleza local, liderada por Tvrtko II. Después de la batalla de Lašva en el río Lašva (en 1415), los otomanos y Hungría se convirtieron en el factor más poderoso en los asuntos locales. Navegando entre estas dos fuerzas, los banes y los reyes en Bosnia resistieron las presiones de ambos lados. En la guerra civil que estalló entre el rey bosnio Tvrtko II y el gran duque de Bosnia, Sandalj Hranić, en 1434 Juraj se puso del lado de su rey.
Juraj fue sucedido por su hijo Petar Vojsalić. El reinado de Petar se caracterizó por una mejor conexión con el Papa, quien en repetidas ocasiones había buscado la protección del knez de Donji Kraji, señalando que es el único entre los gobernantes cismáticos bosnios que ha mantenido una fe verdadera. Petar Vojsalić apoyó activamente a Vladislav Hercegović en la lucha contra su padre, Stjepan Vukčić Kosača, y también se alió con el rey bosnio durante la guerra civil entre Stjepan Vukčić y el rey Tomás. La última mención de Petar con vida se encuentra en un documento veneciano de 1456.
Los otomanos lanzaron un ataque sorpresa sobre Bosnia, redirigiendo sus tropas de su supuesto ataque hacia Hungría. Las fortalezas fueron rápidamente invadidas, y Esteban Tomašević huyó de Jajce hacia Donji Kraji, mientras que la reina Catalina huyó a la costa vía el castillo real de Kozograd y llegó a Dubrovnik. Los otomanos alcanzaron a las fuerzas del rey en la fortaleza de Ključ, en el río Sana, donde lo encarcelaron y lo llevaron de vuelta a Jajce, donde fue decapitado ante Mehmed el Conquistador.

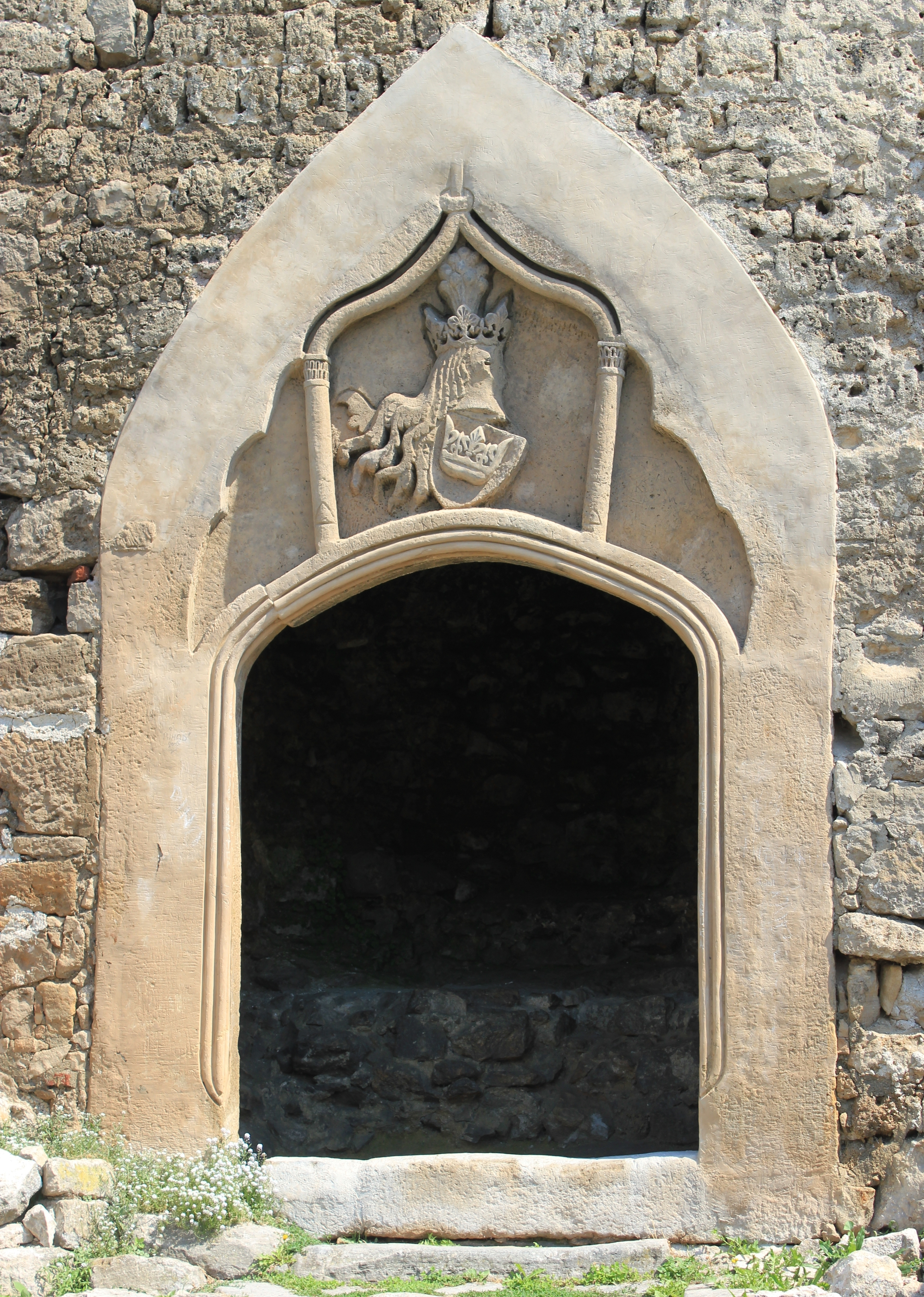
Jajce – Puerta del castillo que muestra el escudo de armas real de Esteban Tomás Kotromanić.

## Consecuencias
Después de la caída del Reino de Bosnia bajo el dominio otomano, el rey húngaro Matías Corvino capturó el norte de Bosnia a finales de 1463, incluyendo Donji Kraji, donde formó el Banato de Jajce alrededor de la ciudad amurallada de Jajce, que se mantuvo hasta 1528. En este período, el Banato de Jajce cubría toda el área de Donji Kraji, excepto la župa de Uskoplje , que entonces estaba bajo dominio otomano. Después de la caída de Jajce a principios del siglo XVI, la región pasó a formar parte del Sanjacado de Bosnia.
Desde entonces, la tierra también fue conocida como Bosanska Krajina (mencionada por primera vez en 1594), y como Croacia turca en algunos mapas de los siglos xvi al xix, aunque desde la época medieval nunca volvió a ser parte de Croacia.

## Lista de parroquias
- Uskoplje
- Pliva
- Luka
- Vrbas
- Zemljanik
- Vrbanja
- Tribova (Trijebovo)
- Mel
- Lušci
- Banjica
- Sana
- Glaž
- Dubica